# Tszacris
Tszacris is een geslacht van rechtvleugeligen uit de familie veldsprinkhanen (Acrididae). De wetenschappelijke naam van dit geslacht is voor het eerst geldig gepubliceerd in 1940 door Tinkham.

## Soorten
Het geslacht Tszacris  is monotypisch en omvat slechts de volgende soort:
- Tszacris haii (Tinkham, 1940)